# Stawne
Stawne (ukrainisch Ставне; russisch Ставное/Stawnoje, slowakisch Stavné oder Stavná, ungarisch Fenyvesvölgy oder älter Sztavna) ist ein Ort in der Oblast Transkarpatien in der westlichen Ukraine.

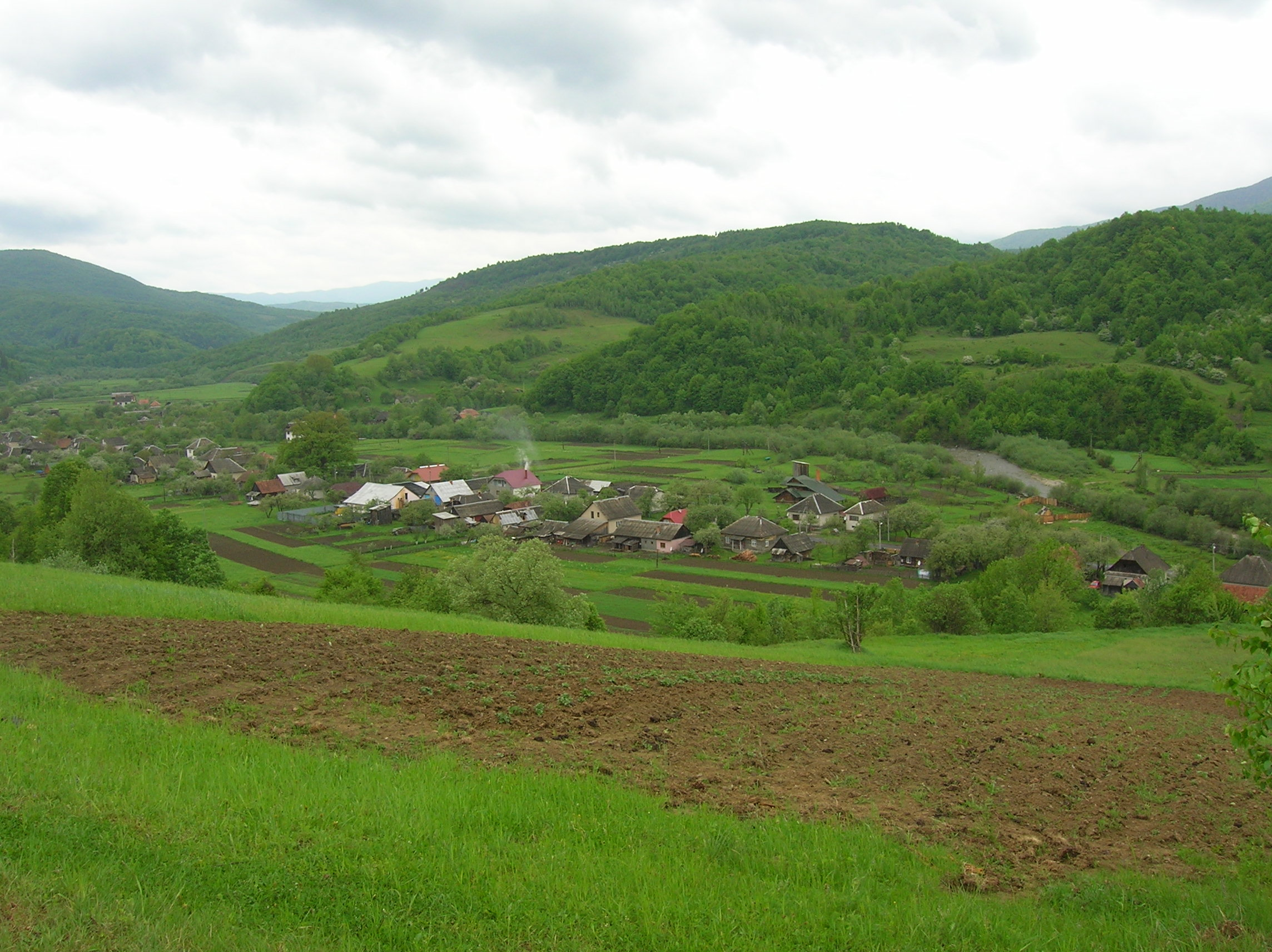
Blick auf den Ort

Der Ort wurde 1544 zum ersten Mal schriftlich erwähnt und liegt im Tal am Oberlauf der Usch inmitten der Karpaten.
Bis 1919 gehörte der Ort zum Kaiserreich Österreich-Ungarn beziehungsweise Ungarn, danach als Teil der Karpato-Ukraine zur Tschechoslowakei. Mit der Annektierung kam er 1939–1945 wieder zu Ungarn, ab 1945 ist der Ort ein Teil der Ukrainischen Sozialistischen Sowjetrepublik beziehungsweise seit 1991 Teil der Ukraine.
Am 12. Juni 2020 wurde das Dorf zusammen mit 11 umliegenden Dörfern zum Zentrum der neu gegründeten Landgemeinde Stawne (Ставненська сільська громада/Stawnenska silska hromada) im Rajon Uschhorod. Bis dahin bildete es die Landratsgemeinde Stawne (Ставненська сільська рада/Stawnenska silska rada) im Rajon Welykyj Beresnyj.
Folgende Orte sind neben dem Hauptort Stawne Teil der Gemeinde:
| Name                     | Name             | Name                                    | Name                         | Name                                               | Name    |
| ukrainisch transkribiert | ukrainisch       | russisch                                | slowakisch                   | ungarisch                                          | deutsch |
| ------------------------ | ---------------- | --------------------------------------- | ---------------------------- | -------------------------------------------------- | ------- |
| Husnyj                   | Гусний           | Гусный (Gusny)                          | Husný, Husna                 | Erdőludas, Huszna                                  | -       |
| Lubnja                   | Лубня            | Лубня                                   | Lubňa, Lubno                 | Kiesvölgy, Lubnya                                  | -       |
| Luh                      | Луг              | Луг (Lug)                               | Luh                          | Ligetes, Luh                                       | -       |
| Sahorb                   | Загорб           | Загорб (Sagorb)                         | Záhorb                       | Határhegy                                          | -       |
| Schornawa                | Жорнава          | Жорнава                                 | Žornavý, Žornava             | Malomrét                                           | -       |
| Stuschyzja               | Стужиця          | Стужица (Stuschiza)                     | Stará Stužica + Nová Stužica | Patakófalu + Patakújfalu, Ósztuzsica + Újsztuzsica | -       |
| Suchyj                   | Сухий            | Сухой (Suchoj)                          | Suchý, Suchá                 | Szuhapatak, Ungszuha                               | -       |
| Tychyj                   | Тихий            | Тихий (Tichi)                           | Tichý, Tichá                 | Tiha                                               | -       |
| Uschok                   | Ужок             | Ужок                                    | Užok                         | Uzsok                                              | -       |
| Werchowyna-Bystra        | Верховина-Бистра | Верховина-Быстрая (Werchowina-Bystraja) | Bystrý, Bystrá Verchovina    | Határszög, Verhovinabisztra                        | -       |
| Wolosjanka               | Волосянка        | Волосянка                               | Volosianka, Volosanka        | Hajasd                                             | -       |